# Paul Ariste
Paul Ariste (ur. 3 lutego 1905 w Torma, zm. 2 lutego 1990 w Tartu) – estoński językoznawca-uralista.

## Kwestia nazwiska
Ariste urodził się jako Paul Berg, ale zmienił nazwisko na Ariste w 1927 r., gdy w Estonii przeprowadzano akcję estonizacji nazwisk obywateli.

## Życiorys
Ojcem Paula był wiejski kowal Aleksander Berg, który ponadto zajmował się także produkcją tratw. W 1916 r. rodzina przeniosła się do Tallinna i tu Ariste ukończył klasę klasyczną w gimnazjum. W 1925 r. rozpoczął studia filologii estońskiej w Tartu, które zakończył w 1931 r. obroną pracy magisterskiej o zapożyczeniach z dialektów szwedzkich używanych w Estonii do języka estońskiego. Po studiach udało mu się uzyskać kilka stypendiów, dzięki którym mógł pracować naukowo i dokształcać się poza Estonią – w Helsinkach, Uppsali, Hamburgu i Berlinie. Po powrocie w 1933 r. do Estonii prowadził wykłady i własne badania z zakresu fonetyki eksperymentalnej, ale do 1940 r. nie miał stałego etatu na uniwersytecie, tylko doraźne kontrakty. W marcu 1940 r. Ariste uzyskał tytuł i stanowisko docenta na uniwersytecie w Tartu, a we wrześniu 1944 r. – tytuł profesora. Równocześnie władze sowieckie powierzyły mu zorganizowanie katedry językoznawstwa estońskiego i ugrofińskiego w Tartu (w przyszłości dowiedzie swoich umiejętności organizacyjnych także poprzez zorganizowanie kilku konferencji oraz czasopisma Sovetskoe finnougrovedenie, które następnie zmieni nazwę na Linguistica Uralica). Ale już w 1945 r. Ariste został na rok aresztowany za działalność w organizacji studenckiej w czasie istnienia niepodległej Estonii. Od zwolnienia z więzienia do śmierci starał się być Ariste, przynajmniej zewnętrznie, lojalnym obywatelem radzieckim.

## Kręgi zainteresowań i publikacje
Chronologicznie pierwszym kręgiem zainteresowań i badań naukowych Ariste był język szwedzki na niektórych wyspach i w zachodnich regionach Estonii oraz jego oddziaływanie na język estoński. Pobyty za granicą, zwłaszcza w Hamburgu i w Berlinie dały mu przygotowanie w zakresie fonetyki eksperymentalnej, której następnie poświęcił szereg lat pracy – był to drugi krąg jego zainteresowań. Trzecim kręgiem były problemy fonetyki i ortoepii estońskiej. Dalsze zakresy badawcze to przede wszystkim: (a) wpływy obce [gł. niemieckie, rosyjskie i łotewskie] na język estoński; (b) język i folklor Wotów; (c) język cygański. W sumie Ariste – prawdziwy tytan pracy – wydał ok. 1300 (!) pozycji, w tym ok. 50 książek.

## Język cygański
Początkiem zainteresowania się Ariste językiem cygańskim było odkrycie, że wyraz est. manguma 'żebrać' pochodzi od cyg. manga 'proszę', a est. maaruma 'wybłagiwać' od cyg. (me manga) maro '(proszę) chleba'. Artykuł o tych dwóch wyrazach ukazał się w 1934 r., ale jego opublikowanie nie zakończyło fascynacji Ariste tym językiem. Cygańskiego uczył się on od 16-letniego niepiśmiennego Cygana nazwiskiem Otto Burkiewicz. W 1938 r. Ariste wydał nawet zbiór bajek cygańskich, a jego artykuły o tym języku będą się ukazywać jeszcze przez szereg lat.

## Esperanto
Esperanto zainteresował się Ariste jeszcze jako 14-letni uczeń w gimnazjum. To właśnie kurs esperanto rozbudził w nim zainteresowanie językami i językoznawstwem. Pierwszy artykuł Ariste napisany w języku esperanto ukazał się w 1921 r., a po nim opublikował jeszcze wiele następnych. Brał też udział w kongresach esperantystów (Helsinki, Norymberga).